# Белые амадины
«Белые амадины» — рассказ из цикла «Денискины рассказы» советского писателя Виктора Драгунского 1965 года. Название по птицам амадины, описанные как «маленькие-маленькие, белые снежки с блестящими клюквенными клювиками и величиной с полпальца…Они, видно, были с какого-то седьмого неба, из волшебной жизни, про которую писал Андерсен. Такие они были маленькие, слабые и нежные, но, видно, в том-то их и сила была, у маленьких и слабых, что мы стояли как вкопанные перед ними все — и дети и даже взрослые».
По обоснованному мнению О. О. Михайловой «в рассказе речь идет, скорее всего, о заседании Московского клуба любителей канареек при
Московском городском обществе охраны природы, который был образован в 1957 г. и состоял из Правления клуба и Коллегии судей
по песне канарейки овсяночного напева» (Михайлова, 2015, С.100).
В рукописи имел заголовок «Клюквенные клювики» и указана дата 24 января 1965 г. Авторизированная машинопись датирована следующим днём — 25 января. Под названием «Клюквенные клювики» впервые был напечатан в апреле 1965 г. в газете «Литературная Россия», а затем вошел в третью часть сборника «Денискины рассказы» (1966) (Михайлова, 2015, С.101).

## Персонажи
- Денис Кораблёв, младшешкольник.
- Мама — мать Дениса
- Папа — отец Дениса
- Семенов — владелец канарейки Лимончик, «высокий дядька с орденскими колодками на груди — двенадцать штук наград»
- Лимончик — канарейка, победительница певческого конкурса канареек. Названа по желтому лимонному цвету (Бардакова 2009).

## Сюжет
Рассказ идёт от лица школьника Дениса. Он увидел возле дома афишу с выставкой «Показ певчих птиц». В воскресенье поехал на метро на ВДНХ. Здесь в павильоне «Свиноводство» увидел амадинов. После их посещения сюжет переключается на конкурс канареек.
О. О. Михайлова показала, что рассказ адресован взрослому читателю, "сюжет о судействе канареек, уподобленном партийному собранию или съезду, …является кульминационным и преподнесен в сатирических тонах… в адрес судей канарейки Лимончика. Сатира усилена аллюзийной ссылкой на басню И. А. Крылова «Осёл и соловей» (Михайлова, 2015, С.101). Также в детском рассказе в первой части обыгрывается дружба с Кубой и два значения слова попка: «в большущих клетках сидели две попки. То есть два попки. Или нет! Двое попок! …Один был белый, большой, назывался какаду. У него нос был как консервный ножик-открывалка, а из темечка рос целый пучок зелёного лука. А второй был кубинский амазон. Кубинский! Зелёный! А на груди красный галстук, как у пионера. … я ему улыбался, чтобы он знал, что я ему друг».